# Йосиф Тошков
Йосиф Николов Тошков е български комунистически активист.

## Биография
Роден е в 1903 година в българското кукушко село Владая, тогава в Османската империя, днес Акритас, Гърция. След Първата световна война семейството му бяга в България и се установява в София, където Йосиф става член на Българската комунистическа партия и разпространител на партийния печат. Работи като електротехник и е член на градското ръководство на Помощната организация. Включва се дейно в организирането и раздаването на помощи на нуждаещи се работници.
Йосифов върши конспиратвина дейност за партията и в 1926 година е арестуван и съден. По-късно е освободен и отново се включва в конспиративната дейност. В 1927 година е делегат на конгреса на Независимите работнически професионални съюзи и взима активно участие в изпълнението на решенията на конгреса. Съратник на Иван Михайлов.
Убит е на 24 юни 1933 година в градска градинка в квартал „Красна поляна“ до читалище „Св. св. Кирил и Методий“ на София. Награден посмъртно с орден „За народна свобода“, поставена е и мемориална плоча в Коньовица, днес Илинден, градинка Света Троица.